# Gepaarte assoziative Stimulation
Die gepaarte assoziative Stimulation (engl.: Paired associative stimulation, PAS) stellt ein Verfahren zur Untersuchung der funktionellen Reorganisationsfähigkeit des Nervensystems dar.

## Grundlagen
Bei der Paired Associative Stimulation wird eine elektrisch induzierte Stimulation eines peripheren Nervens mit einer synchronen Transkraniellen Magnetstimulation über dem motorischen Kortex gepaart. Infolge der gepaarten assoziativen Stimulation resultieren vor allem kortikale Anpassungserscheinungen, die sich in einer persistierenden Änderung synaptischer Interaktionen äußern.